# 懸田俊宗
懸田 俊宗　(かけだ としむね、生年不詳～天文22年(1553年) )は戦国時代の武将。伊達氏家臣。通称三郎。陸奥国伊達郡懸田城城主。

## 人物
主君である伊達稙宗の娘を継室に迎えた。天文の乱では稙宗側に属し、小梁川宗朝によって救出された稙宗を居城・懸田城へと迎えた。
天文13年(1544年)頃には相馬顕胤らと伊具郡や伊達郡、信夫郡等に侵攻している。天文17年(1548年)に天文の乱が足利義輝の仲裁によって終息したが、その講和条件として居城を破却された。その後も一定の勢力を保持するが、天文21年(1552年)俊宗・義宗父子が反抗するが、天文22年(1553年)家臣の中島伊勢、桜田右兵衛・玄蕃父子の裏切りによって敗れ義宗とともに晴宗に切られ、懸田氏はここに滅亡した。
次男・晴親は、母の姉・屋形御前の子であり、兄義宗の娘の嫁ぎ先でもある相馬盛胤の下へ身を寄せた。そこで盛胤の叔父・黒木胤乗の娘と結婚し、黒木晴親と名乗った。晴親には二人の息子がいたが、彼らが伊達家に内通し、相馬家に対して謀叛を起こそうとしていることを知ると、晴親は事の次第を相馬義胤に報告し、反乱を未然に防いだ。兄弟二人は父の功績に免じて追放処分のみで許され、伊達家を頼ってその家臣となった。